# Чарниц

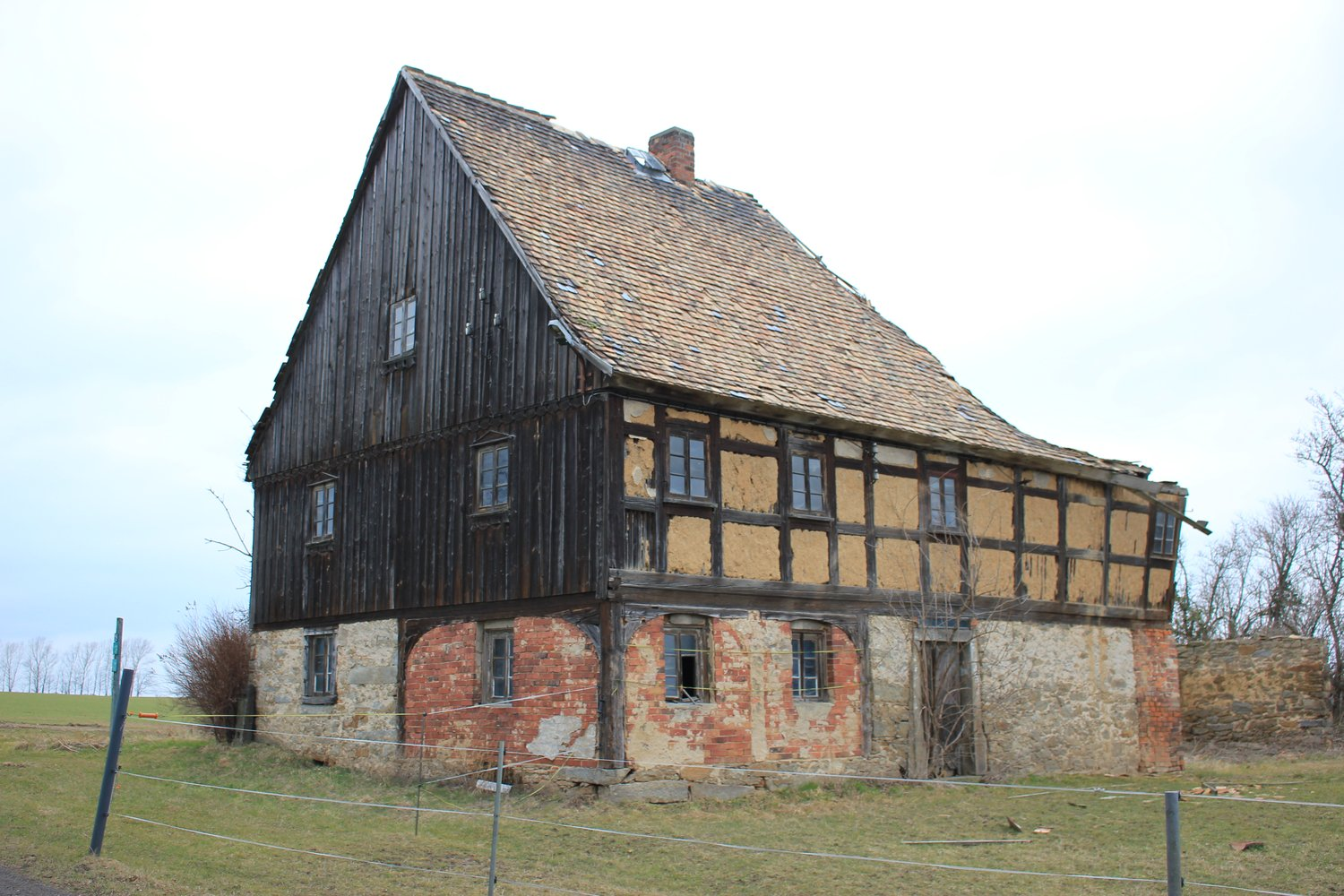
Дом, XVIII век. Памятник культуры и истории земли Саксония

Ча́рниц или Чо́рнецы (нем.  Zscharnitz; в.-луж. Čornecy) — деревня в Верхней Лужице, Германия. Входит в состав коммуны Гёда района Баутцен в земле Саксония. Подчиняется административному округу Дрезден.

## География
Соседние населённые пункты: на северo-востоке — деревня Бачонь, на востоке — деревня Сульшецы, на юго-востоке — деревня Пречецы, на юго-западе — деревня Либонь и на западе — деревня Поздецы.

## История
Впервые упоминается в 1361 году под наименованием Czornewicz/ Petrus de Czornewicz.
До 1936 года входила в состав коммуны Пасдиц, с 1936 по 1962 года — в коммуну Шторха, с 1962 по 1994 года — в коммуну Пришвиц. С 1994 года входит в современную коммуну Гёда.
В настоящее время деревня входит в состав культурно-территориальной автономии «Лужицкая поселенческая область», на территории которой действуют законодательные акты земель Саксонии и Бранденбурга, содействующие сохранению лужицких языков и культуры лужичан.
Исторические немецкие наименования:
- Petrus de Czornewicz, Tschornewicz ,1361
- Czornewicz, 1419
- Tzornitz, Tzarnitz, Tschornitz, 1569
- Zscharnitz, Tscharnetz, 1580
- Tzschornitzsch, 1658
- Zscharnitz, 1791
- Tscharnitz, 1825

## Население
Официальным языком в населённом пункте, помимо немецкого, является также верхнелужицкий язык.
Согласно статистическому сочинению «Dodawki k statisticy a etnografiji łužickich Serbow» Арношта Муки в 1884 году в деревне проживало 46 человек (из них — 46 серболужичан (100 %)).
| 1834 | 1871 | 1890 | 1925 | 2011 | 2016 |
| ---- | ---- | ---- | ---- | ---- | ---- |
| 29   | 47   | 49   | 65   | 30   | 27   |

## Достопримечательности
Памятники культуры и истории земли Саксония
- Жилой дом, д. 2b, XVIII век (№ 09252226);
- Каменный дорожный указатель, XIX век (№ 09303833)
- Дорожное поклонное распятие, 1875 год (№ 09252221).